# The World Is Not Enough
The World Is Not Enough (titulada El mundo nunca es suficiente en España y 007: El mundo no basta en Latinoamérica) es la decimonovena película de la serie de James Bond, y la tercera protagonizada por Pierce Brosnan como el agente del MI6 James Bond 007. La película fue dirigida en 1999 por Michael Apted, con la historia original y guion escrito por Neal Purvis, Robert Wade y Bruce Feirstein. Fue producida por Michael G. Wilson y Barbara Broccoli. El título está tomado de una línea en la novela Al servicio secreto de su Majestad.
La trama de la película gira en torno al asesinato del multimillonario Sir Robert King por el terrorista Renard y la subsiguiente asignación a Bond de proteger a la hija de King, Elektra, que previamente había sido secuestrada por Renard. Durante su asignación, Bond revela un plan para aumentar los precios del petróleo mediante la activación de una fusión nuclear en las aguas de Estambul.
Esta película fue también el último filme en el que participó el actor Desmond Llewelyn, ya que un mes después de su estreno, el actor falleció en un accidente de tráfico.

## Argumento
En la secuencia precréditos, James Bond viaja a Bilbao, España a reclamar el dinero de Sir Robert King, industrial petrolero y amigo personal de M, en un banco suizo. Su pistola es confiscada y recibe el dinero. Bond dice que no sólo vino por el dinero sino también para investigar la muerte de su compañero 0012 cuyo informe había sido comprado por King. El banquero Lachaise (Patrick Malahide) responde con evasivas y Bond es amenazado por uno de los servidores del banquero. El agente detona su pistola (que a la vez era una bomba), asesina a dos de los secuaces e intenta hacer hablar al banquero quien es asesinado por Giulietta Da Vinci, «la chica del cigarro» (Maria Grazia Cucinotta) y Bond logra escapar con el dinero tras la llegada de la policía. Al llegar al cuartel general del MI6, Sir Robert King (David Calder) le agradece haber recuperado el dinero. Tras una conversación, Bond le dice a M (Judi Dench) que King empleaba su dinero en comprar informes robados de agentes y uno de esos informes contenía información de los terroristas que acechaban el nuevo oleoducto. En ese mismo momento Bond se da cuenta de que el dinero que tocó con las manos estaba empapado en explosivo plástico, fallidamente Bond intenta prevenir a King pero el explosivo es detonado y luego «la chica del cigarro» intenta disparar a Bond y escapa por el Támesis y Bond roba el bote de Q (Desmond Llewelyn) y persigue a la bella asesina hasta un globo aerostático donde ella acaba suicidándose destruyendo el globo y Bond cae dislocándose la clavícula sobre el Millennium Dome. 
En el entierro de King, Bond conoce a Elektra (Sophie Marceau), la hija del magnate asesinado. Más tarde, en el cuartel del MI6 con sede en un castillo escocés, Bill Tanner (Michael Kitchen) explica como se detonó la bomba de los billetes; los billetes efectivamente tenían urea; fertilizante convertido en explosivo plástico, el filtro metálico antifalsificación se reemplazó por magnesio que actuó como detonador y el emblema que estaba en la solapa del traje fue un duplicado que tenía dispositivo que hizo detonar la bomba y Charles Robinson (Colin Salmon) sabe que el cambio de la insignia lo hizo alguien cercano al mismo King, mientras Moneypenny (Samantha Bond) da un informe a los agentes 00. A Bond se le incapacita pero seduce a su doctora Molly Warmflash (Serena Scott Thomas) para que le dé de alta. Al rato Bond acude al laboratorio de Q quien se muestra enojado con Bond por haber destrozado su bote, Q presenta a su sucesor y ayudante, conocido como R (John Cleese) y le dan sus respectivos dispositivos; un BMW y una chaqueta con capa protectora inflable.
Bond investiga a Sir Robert King y a su hija, quien fue secuestrada hacía meses por el terrorista Victor Sokas alias 'Renard el anarquista'. Sir Robert King en un principio no pagó el rescate, por lo cual Elektra se fugó milagrosamente y el dinero que recuperó Bond era la misma cantidad del rescate pero su archivo estaba codificado. Bond le pregunta a M porque le había ocultado el asunto de King y ella misma confesó haber convencido a King de no pagar el rescate debido a que King no había podido solucionar por sí mismo el asunto y había enviado a 009 para matar a Renard (Elektra ya había escapado del secuestro), 009 le disparó un balazo en el cerebro el cual no lo mató; la bala viaja a través del cerebro haciéndolo inmune al dolor mientras no le acaba matando definitivamente tras un tiempo y Renard ya había conseguido su venganza; King asesinado, 0012 asesinado en represalia por el balazo de 009, el dinero enviado a King su mensaje y el MI6 humillado. M le asigna la misión de cuidar a Elektra con la mayor discreción pidiéndole no asustarla al decirle que Renard podía estar tras ella.
Bond posteriormente viaja a la antigua república soviética de Azerbaiyán donde las Industrias King explotaban el petróleo de la región, el cual perteneció a la familia King desde finales del siglo XIX pero arrebatado temporalmente por la Unión Soviética por casi un siglo. Él es recibido por Sasha Davidov (Ulrich Thomsen), jefe de seguridad para luego encontrarse con Elektra, quien hace desviar el oleoducto para beneficiar a un pequeño poblado y Bond le advierte que puede estar en peligro de muerte a lo que Elektra rechaza cualquier ayuda que provenga del MI6. Ambos más tarde viajan juntos a ver los terrenos por donde pasará el oleoducto pero son atacados por hombres de Renard desde parapentes y Bond usando su habilidad para esquiar logra derrotarlos mientras Elektra huye pero cuando se estrellan dos parapentes se provoca una avalancha de nieve que sepulta a Bond y a Elektra pero se salvan gracias a la capa protectora inflable de la chaqueta de Bond. Al rato Elektra acompañada de su guardaespaldas Gabor (John Seru) en su residencia en Bakú le pide a Bond investigar quién dio la orden de matarla y este a su vez le pide que no salga de su hogar por seguridad.
Bond llega a un casino donde además de usar gafas especiales de rayos X para buscar armas entre los asistentes, pregunta por su antiguo aliado Valentin Zukovsky y es recibido por Bullion (Goldie) quien es intimidado por Bond para ver a su jefe, al llegar a su oficina Bond se alía de nuevo con Zukovsky (Robbie Coltrane) en su casino para conseguir información y le muestra al exmafioso una bandera del Departamento AntiTerrorista de Energía Atómica que estaba en uno de los parapentes, Zukovsky le dice a Bond que Renard había sido miembro y luego capturado años atrás por la KGB pero luego puesto en libertad aunque se sospecha que Renard podría trabajar con las industrias petroleras competidoras de King. Elektra llega al casino para jugar Blackjack en el lugar de su padre y tratando de demostrar que no tiene miedo y buscar a su presunto asesino pero pierde una gran cantidad de dinero a pesar de la desconfianza de Bond.
Por su parte Davidov se reúne con Renard (Robert Carlyle) y con un científico nuclear llamado Mikail Arkov (Jeff Nuttall) del Departamento Ruso de Energía Atómica. Su encuentro se hace en el 'Hoyo del diablo' un sitio de un ritual donde había una cueva con llamas naturales cuyos peregrinos sujetaban las rocas calientes como devoción a su Dios además de elevar sus plegarias. Renard, molesto por el fallido intento de Davidov y Arkov por asesinar a Bond con los que iban en parapentes los pone a prueba y luego de poner una de las ardientes rocas en la mano de Davidov, asesina a Arkov viendo que no es devoto al terrorista y le pide a Davidov asumir su identidad. Más tarde Bond y King tienen su aventura romántica en la que King confiesa haber seducido a sus captores y luego disparar hacia ellos para así escapar de su secuestro. Aun en la investigación, Bond entra en una pequeña oficina y se escabulle al ver llegar a Davidov y a la vez Bond ve el cadáver de Arkov y a Davidov tomarse una foto. Bond se esconde en el coche y al llegar a una pista aérea, asesina a Davidov y va en su lugar para así suplantar a Arkov. Al llegar a un desierto en Kazajistán ve cómo son extraídas varias cabezas nucleares de la desaparecida URSS y se conoce con la científica nuclear doctora Christmas Jones (Denise Richards) de la OIEA quien desconfía de Bond creyendo que es Arkov. Este baja a una cueva en plena extracción de una bomba y al ver a Renard lo amenaza con su pistola y Renard además de decirle que está muerto confiesa haberle perdonado la vida en la oficina del banquero en Bilbao y felicitarlo por haber matado a King con su dinero. Bond encañona a Renard y amenaza con matarlo a sangre fría y al pronunciar una frase de Elektra, «De qué sirve vivir si uno no se siente vivo'» descubre que Elektra fue la responsable de matar a su padre pero vigilantes de la zona detienen a Bond (ya que se descubre que él no es Arkov tanto por su edad como por su marcado acento británico) y Renard con su mano aprieta su clavícula y los guardias que tampoco reconocen ni a Renard ni a sus hombres intentan detenerlo pero éste escapa matando a los vigilantes mientras Bond fallidamente lo persigue matando a varios de sus sicarios e hiere en un brazo a Renard quien escapa, pero logra coger una tarjeta de localización de la bomba, la cual es inevitablemente robada. Bond rescata a la doctora Jones y escapan del lugar que queda en llamas gracias a una bomba puesta por Renard y activada accidentalmente por el agente. Bond vuelve a Bakú y le recrimina a Elektra sobre su conexión con el terrorista diciéndole que sufre del Síndrome de Estocolmo (afecto hacia su secuestrador), esta lo niega y abofetea a 007 y antes había llamado a M quien viendo el reporte de Bond sobre la investigación y que Renard había huido a los países vecinos con la bomba robada. Elektra también le recrimina el no haberle informado que Renard estaba detrás del intento de asesinato y se entera de la muerte de varios obreros en el oleoducto, pero Bond asegura que ella está del lado del terrorista
Bond le afirma a M, quien llegó por sugerencia de Elektra, que esta no es la víctima y junto con Jones descubren un fragmento de bomba atómica de Renard dentro de uno de los oleoductos, ambos van a desactivar la bomba enviados por M pero fracasan; sólo logran sacarle el plutonio pero el resto explota en gran parte el viaducto por sugerencia de Bond, dispuesto a desenmascarar a Elektra. M, Elektra y todos los presentes creen que Bond y Jones están muertos, además M es tomada como rehén de Elektra, luego de que Gabor matara a sus guardaespaldas, y llevada a la prisión donde estuvo secuestrada en el mar Caspio confesando su complicidad en la muerte de su padre dándole a M el duplicado del broche de su padre. Bond y Jones, quienes habían sobrevivido a la explosión, se enteran de que M fue secuestrada y que el temor de Bond era real: Elektra y Renard sí están aliados, tanto Bond como Jones ignoran que haría Renard con la escasa cantidad de plutonio en su poder. Renard le muestra a Elektra el plutonio robado y ella a cambio le muestra a M secuestrada confesándole que su padre había robado el petróleo y su fortuna de la familia de su madre y que los retomaría por derecho, Renard le recrimina a M haber abandonado a Elektra a merced del terrorista y enviar a 009 asesinarlo.
Creyendo un doble juego o complicidad de Zukovsky con Renard y Elektra, Bond llega a su fábrica de caviar, Zukovsky se molesta de la actitud de Bond quien sospecha que Elektra había perdido deliberadamente dinero en el casino al parecer pagándole dicha suma perdida e incluso lo amenaza de muerte para que contara lo que sabía, pero este niega saber que Renard y Elektra estaban aliados desde el principio. Mientras Bullion (quien a la vez trabaja para Renard y Elektra) descubre que Bond está vivo al ver su BMW, Elektra envía helicópteros con sierras para matar a Bond y a Zukovsky pero Bond neutraliza a los atacantes aunque pierde su BMW y le pide información a Zukovsky quien queda sumergido en su propio caviar y le dice a Bond que le consigue a Elektra equipos y maquinaria y que además el pago en el casino era un trabajo especial debido a que su sobrino es capitán de un submarino nuclear que roba maquinaria para ella en Estambul, Turquía, y a pesar de que la fábrica queda prácticamente destruida acepta trabajar una vez más con 007. 
Mientras tanto desde la sede de la FSB en Estambul; Bond, Jones y Zukovsky al ver que el submarino del sobrino de Zukovsky era atómico descubren así los planes de Elektra y Renard; introduciendo armas de plutonio en el reactor causarían una explosión atómica que no solo destruiría Estambul sino que contaminaría el Bósforo por décadas y los oleoductos rivales al oleoducto King, por otra parte Renard recibe a Nikolai (Justus von Dohnányi), capitán del submarino y sobrino de Zukovsky mientras que M cautiva (en la misma celda que Elektra cuando estuvo secuestrada) desactiva una bomba puesta por Renard (escondida en un despertador) y con una tarjeta localizadora de misiles atómicos (la que Bond le robó a Renard) hace que los sistemas localizadores de Zukovsky la encuentren y pero una bomba puesta por Bullion deja inconsciente a su jefe y Bond y Jones son secuestrados por Bullion y otros secuaces de Elektra y Renard. Nikolai y la tripulación del submarino son asesinados con comida y vino envenenados y posteriormente arrojados al mar mientras que los sicarios de Renard prepararían el plutonio. Jones es llevada al submarino atómico que Renard robó, para ver los planes del villano en acción mientras que Bond es torturado por Elektra en una silla de tortura turca en la cual le rompería el cuello y cuando se disponía a acabar con Bond, Zukovsky llega asesinando a los guardias (entre ellos al traidor Bullion) buscando a Bond y a su sobrino capitán del submarino robado pero muere asesinado por Elektra y aprovechando sus últimas fuerzas, Zukovsky usa un revólver oculto en su bastón y libera a Bond de la silla de tortura. Una vez libre, Bond da muerte a Gabor y se da a la persecución de Elektra y a su vez libera a M. Bond le pide a Elektra abortar su maquiavélico plan ella se niega e inmediatamente Bond le da muerte a Elektra, después va al submarino de Renard donde libera a Jones donde ambos ven en marcha el plan de Renard: destruir uno de los mayores oleoductos en Estambul matando millones de personas para satisfacer los intereses de King usando el plutonio de un enorme cilindro para introducirlo en el reactor del submarino y provocar una presión inestable que destruiría los oleoductos rivales y a la vez todo Estambul haciéndolo ver todo como un accidente. Bond hace emerger el submarino para ser detectados pero cuando Renard lo confronta, Bond dispara a los controles del submarino hundiéndolo y dejándolo inestable. El submarino además comienza a inundarse y Bond con dificultad llega a la sala del reactor donde se enfrasca en una pelea y Bond le confiesa a haber asesinado a Elektra y en consecuencia Renard lo golpea y lo encierra en un cuarto adjunto al reactor. En una carrera a contrarreloj, Bond frustra los planes de Renard matándolo con el propio cilindro de plutonio y escapa junto con Jones en una cámara de torpedos y el submarino es destruido. 
Al final con M rescatada y a salvo en Escocia, busca a Bond y a la Dra. Jones, quienes comparten una Navidad en Turquía y un momento para estar juntos.

## Reparto
- Pierce Brosnan como James Bond.
- Sophie Marceau como Elektra King: una heredera del petróleo que aparentemente es blanco de Renard, el terrorista más buscado en todo el mundo. Bond es el encargado por M para protegerla a toda costa, aunque sospecha que ella es más de lo que parece a simple vista.
- Robert Carlyle como Viktor Zokas 'Renard': un exagente de la KGB que se convirtió en terrorista. Hace años, Renard había secuestrado a Elektra King a cambio de un pedido de rescate masivo. Esto resultó en un fallido intento de asesinato por el MI6 que dejó a Renard con una bala alojada en su cerebro que le hace insensible al dolor, así como también va matando lentamente sus otros sentidos. Renard ahora busca vengarse de la familia King y el MI6.
- Denise Richards como Christmas Jones: una física nuclear que asiste a Bond en su misión.[2] Richards declaró que le gustaba el papel porque era «inteligente», «atlética», y tenía «profundidad de carácter, en contraste con las chicas Bond de décadas anteriores».[3]
- Robbie Coltrane como Valentin Zukovsky: un ex mafioso ruso y dueño de un casino en Bakú. Bond inicialmente busca a Zukovsky por información sobre Renard y posteriormente es asistido por él cuando el sobrino de Zukovsky cae en cautiverio por Renard.
- Judi Dench como M: la jefa del MI6.
- Michael Kitchen como Bill Tanner: el jefe de Estado Mayor del MI6.
- Colin Salmon como Charles Robinson: Segundo jefe de Estado Mayor del MI6 y jefe de seguridad de M.
- Desmond Llewelyn como Q: oficial del MI6 que suministra a Bond con vehículos multiuso y gadgets útiles para su misión. La película sería la última aparición de Llewelyn como Q. Aunque el actor no se estaba retirando oficialmente del papel, el personaje de Q estaba entrenando a su eventual reemplazo en esta película. Llewelyn murió en un accidente automovilístico un mes después del estreno de la película.
- John Cleese como R: el ayudante y sucesor de Q. El personaje nunca es presentado formalmente como «R» – esto fue simplemente una observación por parte de Bond: «Si tú eres Q... eso lo hace R?»
- Samantha Bond como Miss Moneypenny: secretaria de M.
- Serena Scott Thomas como la Dra. Molly Warmflash: una médico del MI6 que da a 007 un «certificado de buena salud».
- Ulrich Thomsen como Sasha Davidov: jefe de seguridad de Elektra King en Azerbaiyán y enlace secreto de Renard.
- Goldie como Bullion: guardaespaldas de Valentin Zukovsky quien secretamente trabaja para Renard.
- Maria Grazia Cucinotta como Giulietta da Vinci, acreditada en la película como «la chica del cigarro»: una asesina experimentada trabajando para Renard.
- David Calder como Sir Robert King: padre de Elektra y un magnate del petróleo que es más tarde asesinado durante un ataque con bomba en la sede del MI6.

En la oficina de M, se puede apreciar un retrato de su predecesor interpretado por Bernard Lee.

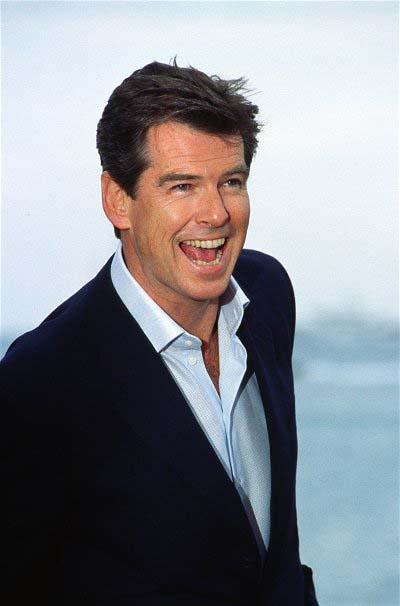
Pierce Brosnan
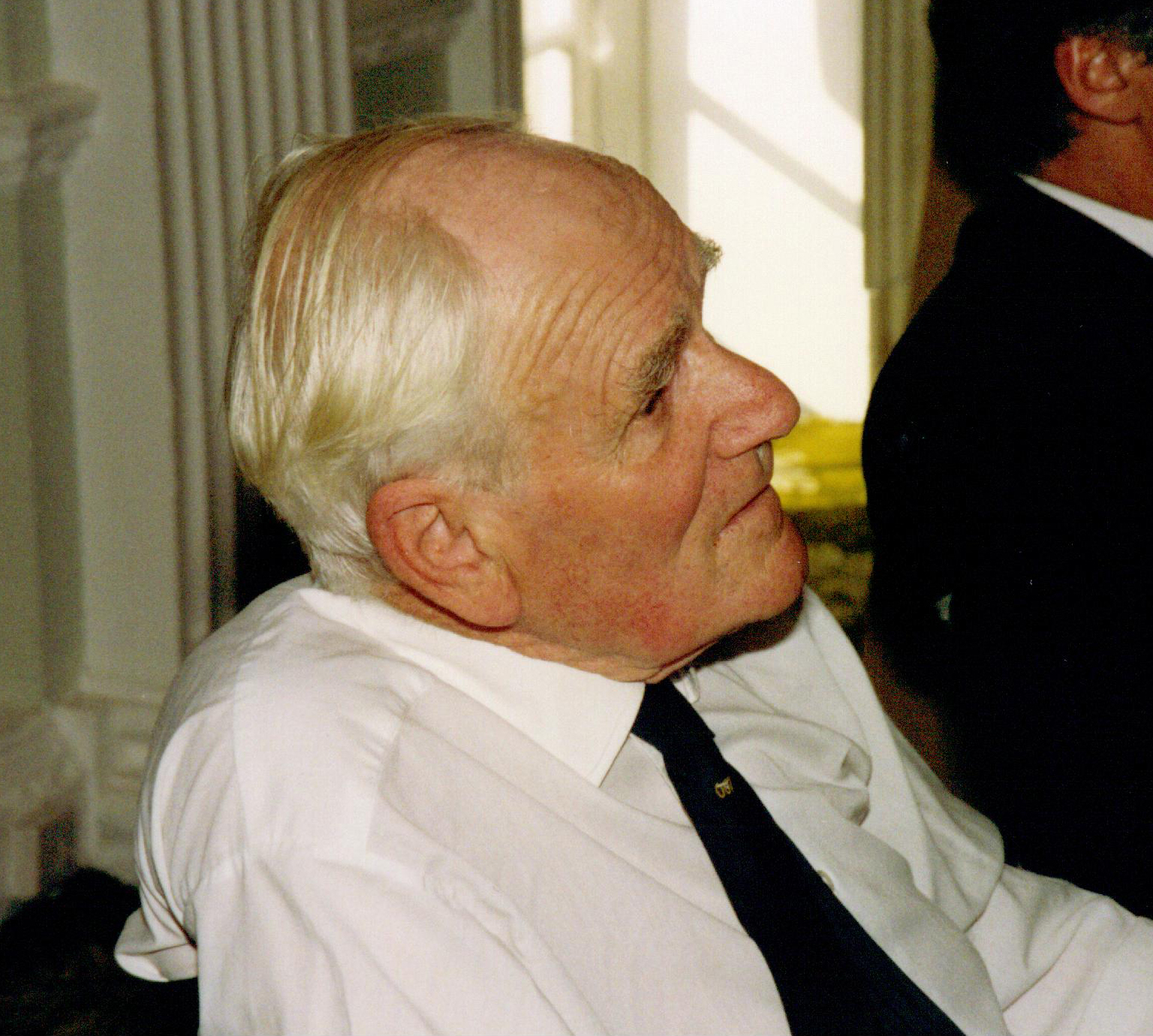
Desmond Llewelyn
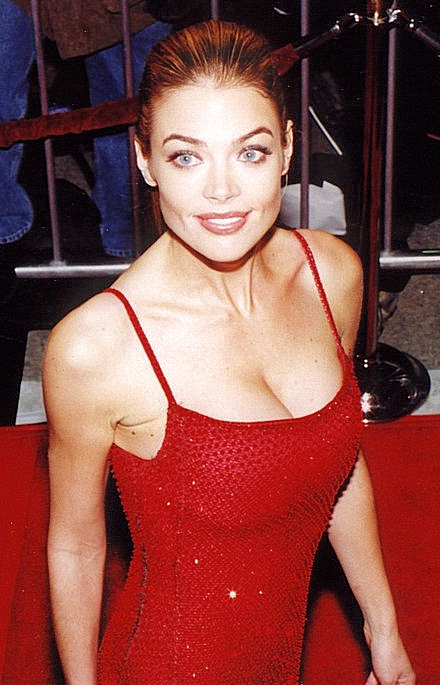
Denise Richards
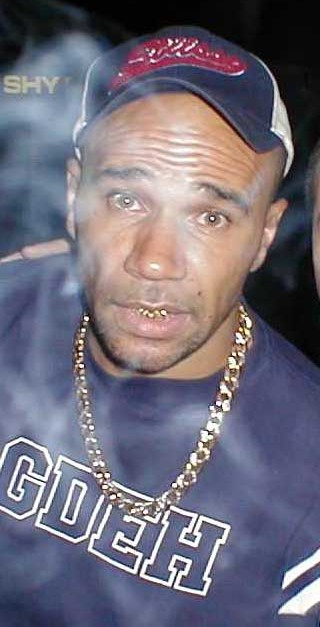
Goldie

## Producción
Lugares de rodaje incluyeron España, Francia, Azerbaiyán, Turquía y el Reino Unido, con interiores en los Pinewood Studios. 

## Banda sonora
1. The World Is Not Enough - Garbage
2. Show Me The Money
3. Come In 007, Your Time Is Up
4. Access Denied
5. M's Confession
6. Welcome To Baku
7. Casino
8. Ice Bandits
9. Elektra's Theme
10. Body Double
11. Going Down - The Bunker
12. Pipeline
13. Remember Pleasure
14. Caviar Factory
15. Torture Queen
16. I Never Miss
17. Submarine
18. Christmas In Turkey
19. Only Myself To Blame - Scott Walker, David Arnold, Don Black

## Recepción
A pesar de críticas mixtas, la película ganó $361,832,400 en todo el mundo. Fue la primera película de la serie de Eon Productions en ser oficialmente lanzada por Metro-Goldwyn-Mayer en lugar de United Artists, su distribuidor original.